# گروسیوس
گروسیوس (نام علمی: Grossius aragonensis) نام یک گونه از تیره پنجه‌دندانان است.